# Маров, Валерий Сергеевич
Валерий Сергеевич Маров (бел. Валерый Сяргеевіч Мараў; род. 17 ноября 1993, Борисов, Минская область) — белорусский футболист, полузащитник.

## Клубная карьера
С 2011 года выступал за дубль жодинской команды «Торпедо-БелАЗ». В сезоне 2013 начал привлекаться в основной состав команды, а сезон 2014 года провёл на правах аренды в клубе «Смолевичи-СТИ» из Первой лиги. В 2015 году вернулся в «Торпедо», снова в основном играл за дубль. 17 августа 2015 года дебютировал в Высшей лиге, выйдя на замену во второй половине матча против мозырьской «Славии» (2:1). Однако до конца сезона на поле он больше не появлялся.
В 2016 году после ухода из жодинского клуба стал игроком «Орши», где закрепился в основном составе. С января 2018 года он находится на просмотре в минском «Луче» и в марте подписал с ним контракт. Сезон 2018 он начал в стартовом составе столичного клуба, но позже потерял там место. В августе 2018 года он покинул «Луч» и вскоре перешёл в ЮАС, где играл до конца сезона.

## Статистика
| Сезон    | Дивизион | Клуб          | Страна        | Матчи | Голы |
| -------- | -------- | ------------- | ------------- | ----- | ---- |
| 2011     | дубль    | Торпедо-БелАЗ | Флаг Беларуси | 22    | 2    |
| 2012     | дубль    | Торпедо-БелАЗ | Флаг Беларуси | ?     | ?    |
| 2013     | дубль    | Торпедо-БелАЗ | Флаг Беларуси | ?     | ?    |
| 2014     | Д2       | Смолевичи-СТИ | Флаг Беларуси | 25    | 0    |
| 2015     | Д1       | Торпедо-БелАЗ | Флаг Беларуси | 1     | 0    |
| 2016     | Д2       | Орша          | Флаг Беларуси | 24    | 1    |
| 2017     | Д2       | Орша          | Флаг Беларуси | 26    | 1    |
| 2018     | Д1       | Луч           | Флаг Беларуси | 11    | 0    |
| 2018 (2) | Д2       | ЮАС           | Флаг Беларуси | 12    | 0    |